# Sitio de Alepo (994-995)
El sitio de Alepo fue un asedio a la capital del Emirato hamdánida, Alepo, por el ejército del Califato fatimí bajo Manjutakin desde la primavera de 994 hasta abril de 995. Manjutakin sitió la ciudad durante el invierno, mientras que la población de Alepo moría de hambre y padecía enfermedades. En la primavera de 995, el emir de Alepo pidió ayuda al emperador bizantino Basilio II. La llegada de un ejército de ayuda bizantino bajo el mando del emperador en abril de 995 obligó a las fuerzas fatimíes a abandonar el sitio y retirarse al sur.

## Antecedentes
El 28 de octubre de 969, el Imperio bizantino reconquistó la ciudad de Antioquía después de un asedio de once meses. Para dar más profundidad estratégica a la nueva posesión, el general bizantino Pedro avanzó sobre la ciudad capital del Emirato hamdánida, Alepo. Después de un asedio de 27 días, los hamdánidas se rindieron en enero de 970 y acordaron convertirse en un Estado cliente bizantino en el Tratado de Safar.
Al mismo tiempo, el Califato fatimí tomó el control de Egipto en 969 y adoptó una política de asegurar el Levante mediterráneo como un Estado colchón contra una invasión nororiental de Egipto y avanzar en sus pretensiones de liderazgo sobre el mundo islámico, reemplazando al Califato abasí. Se evitó un conflicto inmediato entre el Imperio bizantino y los fatimíes porque cada lado veía al otro como un aliado útil contra los abasíes y porque los fatimíes tenían problemas para establecer su dominio sobre Siria.
En la década de 980, los fatimíes habían sometido a la mayor parte de Siria. El fundamento de las relaciones amistosas entre bizantinos y fatimíes parecía más insostenible. Para los fatimíes, Alepo era una puerta de entrada para las operaciones militares contra los abasíes al este y los bizantinos al norte. Para los bizantinos, retener a Alepo como Estado colchón era vital para evitar el surgimiento de un estado musulmán fuerte en su frontera que pudiera amenazar directamente al imperio.

## Preludio
En 992, los fatimíes rompieron una tregua en 987 con los bizantinos y lanzaron una invasión de los territorios hamdánidas y Bizantino en Siria, infligiéndoles un daño importante. El emperador bizantino Basilio II envió al general León Melisseno para reforzar las defensas bizantinas y lanzó una operación naval fallida contra la ciudad fatimí de Alejandría en mayo de 993. Estas acciones no impidieron que los fatimíes acumularan una fuerza lo suficientemente fuerte como para conquistar Alepo.

## El asedio
Cuando los fatimíes al mando del general Manjutakin sitiaron Alepo en la primavera de 994, el dux bizantino Miguel Burtzes dirigió un ejército para apoyar a la ciudad. Fue derrotado y su ejército destruido en la batalla del Orontes el 15 de septiembre de 994, con 5000 soldados bizantinos muertos. Como consecuencia, Manjutakin se apoderó de la fortaleza de Azaz y las tierras alrededor de Alepo.
Los fatimíes construyeron un pueblo fortificado frente a Alepo, repleto de bazares y baños, en el que alojar a sus soldados durante el invierno. La población de Alepo soportó hambrunas y enfermedades a medida que pasaban los meses. El emir de Alepo pidió ayuda a Basilio II, advirtiendo que si Alepo caía, Antioquía sería la siguiente en la fila. Basilio II estaba ocupado haciendo campaña contra el Imperio búlgaro, pero reconoció la importancia de la estabilidad en la frontera oriental bizantina. Con un ejército de socorro, marchó a través de Anatolia hasta Antioquía en dieciséis días, y llegó en abril de 995. Cuando el ejército del emperador se acercó a Alepo, Manjutakin quemó su campamento y abandonó rápidamente el sitio.

## Consecuencias
A medida que el ejército fatimí se retiraba hacia el sur, aumentaron las deserciones y la población civil sufrió debido a las depredaciones de los soldados merodeadores. El ejército de Basilio II pasó a restaurar las tierras de los hamdánidas y montó un fallido asedio contra Trípoli. Pronto regresó a Constantinopla a través de Antioquía, dejando la frontera oriental con territorios bizantinos moderadamente aumentados y con Damián Dalasseno como el nuevo dux de Antioquía. El emperador rechazó una sugerencia de su hermano Constantino VIII de anexar Alepo.